# Monzambano
Monzambano är en ort och kommun i provinsen Mantua i regionen Lombardiet i Italien. Kommunen hade 4 947 invånare (2018).